# Elymus svensonii
Elymus svensonii là một loài thực vật có hoa trong họ Hòa thảo. Loài này được Church mô tả khoa học đầu tiên năm 1967.